# Vital Lehodey
Vital Lehodey, surtout connu sous l'appellation Dom Lehodey, né le 17 décembre 1857 à Hambye dans la Manche et mort le 6 mai 1948 à Bricquebec, est un moine trappiste, abbé et mystique français.

## Biographie

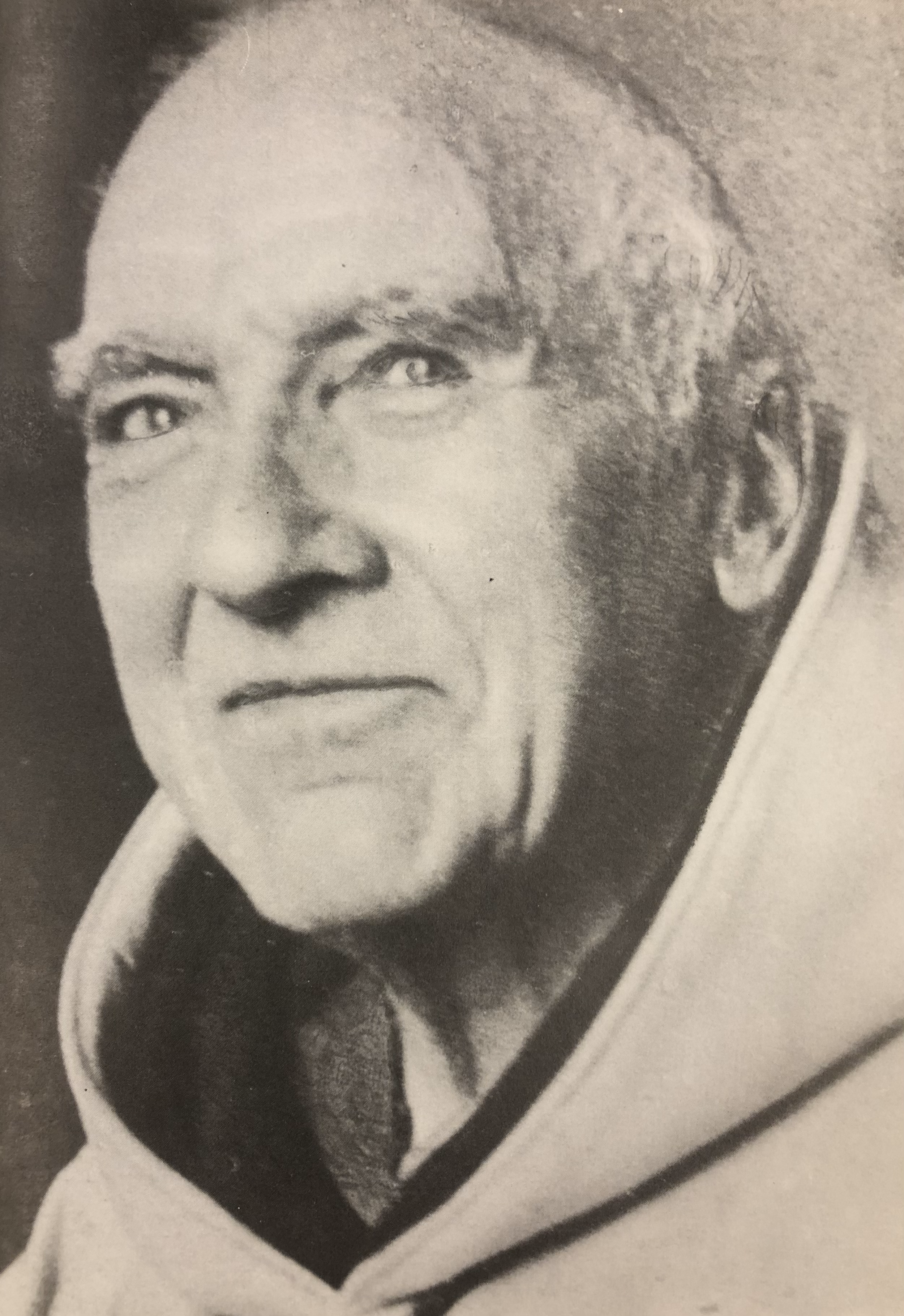
Portrait de Vital Lehodey dans son habit cistercien.

Né en 1857, Alcime-Jude Lehodey grandit dans le Cotentin, au sein d'une famille de modestes agriculteurs. Son père mort en 1862 laisse une jeune veuve et quatre enfants. D'une piété précoce, le petit Alcine visite fréquemment les ruines de l'abbaye de Hambye, et sa première communion lui laisse « un souvenir embaumé ». Il entre en 1871 au petit séminaire de Mortain, et est ordonné prêtre le 18 décembre 1880.
L'abbé Lehodey commence sa mission comme vicaire de paroisse à Tessy-sur-Vire, puis en 1887 à Granville. En 1890, il entre à l'abbaye de Bricquebec et prend le nom religieux de Vital (d'après Vital de Savigny). À partir de 1892, il est prieur, et à partir de 1893 supérieur de son monastère, et enfin abbé à partir de 1895. À ce titre, il prend en charge en 1896 la fondation du monastère masculin de Tobetsu (de), et de celui, féminin, de Tenshien (de), au Japon, et du monastère chinois de Notre-Dame de Consolation. En 1900, il doit se rendre au Japon et en Chine afin de régler les difficultés propres à ces fondations lointaines, voyage rendu difficile par la révolte des Boxers.

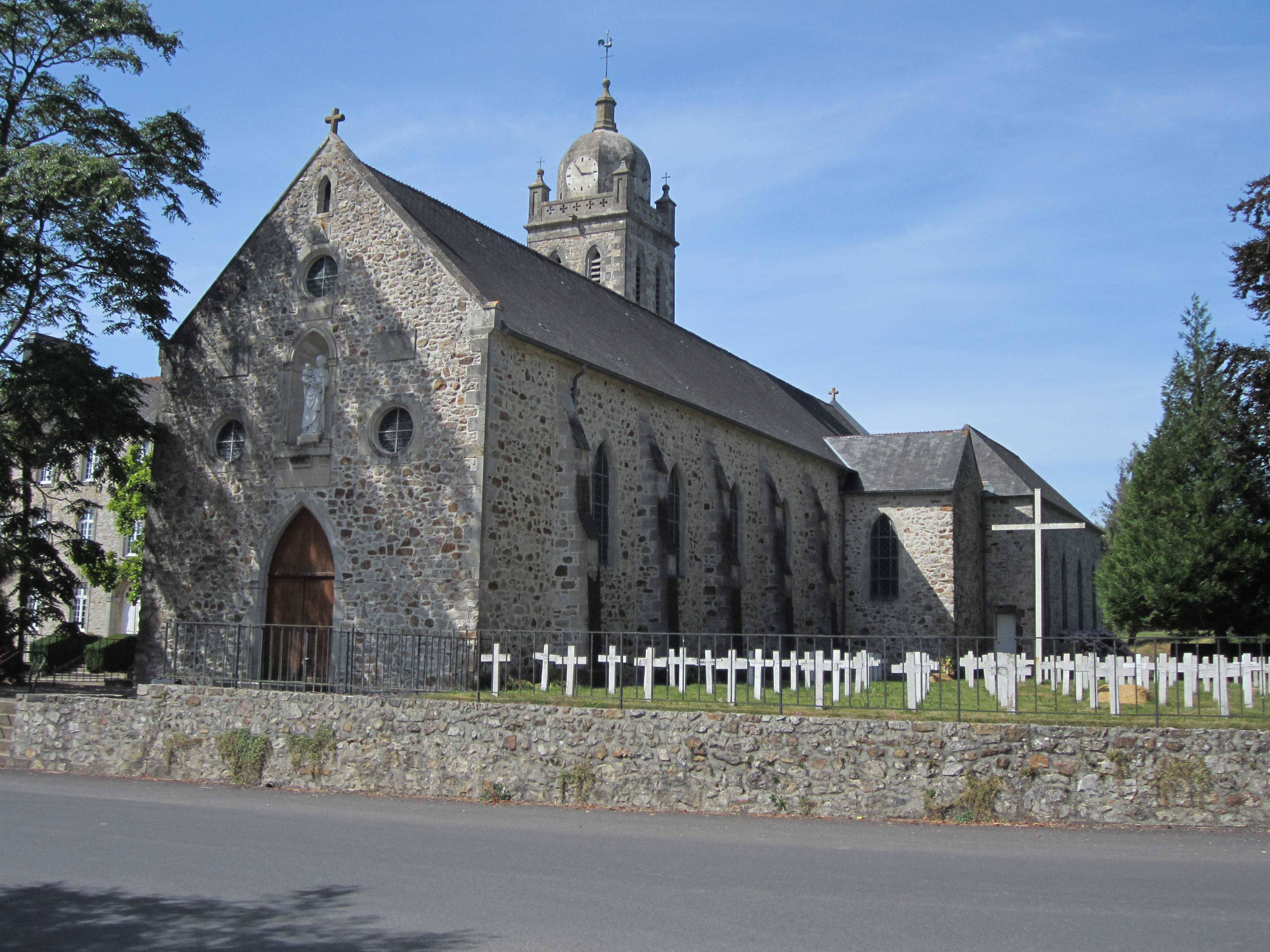
L'abbaye de Bricquebec, et son cimetière où repose Dom Lehodey.

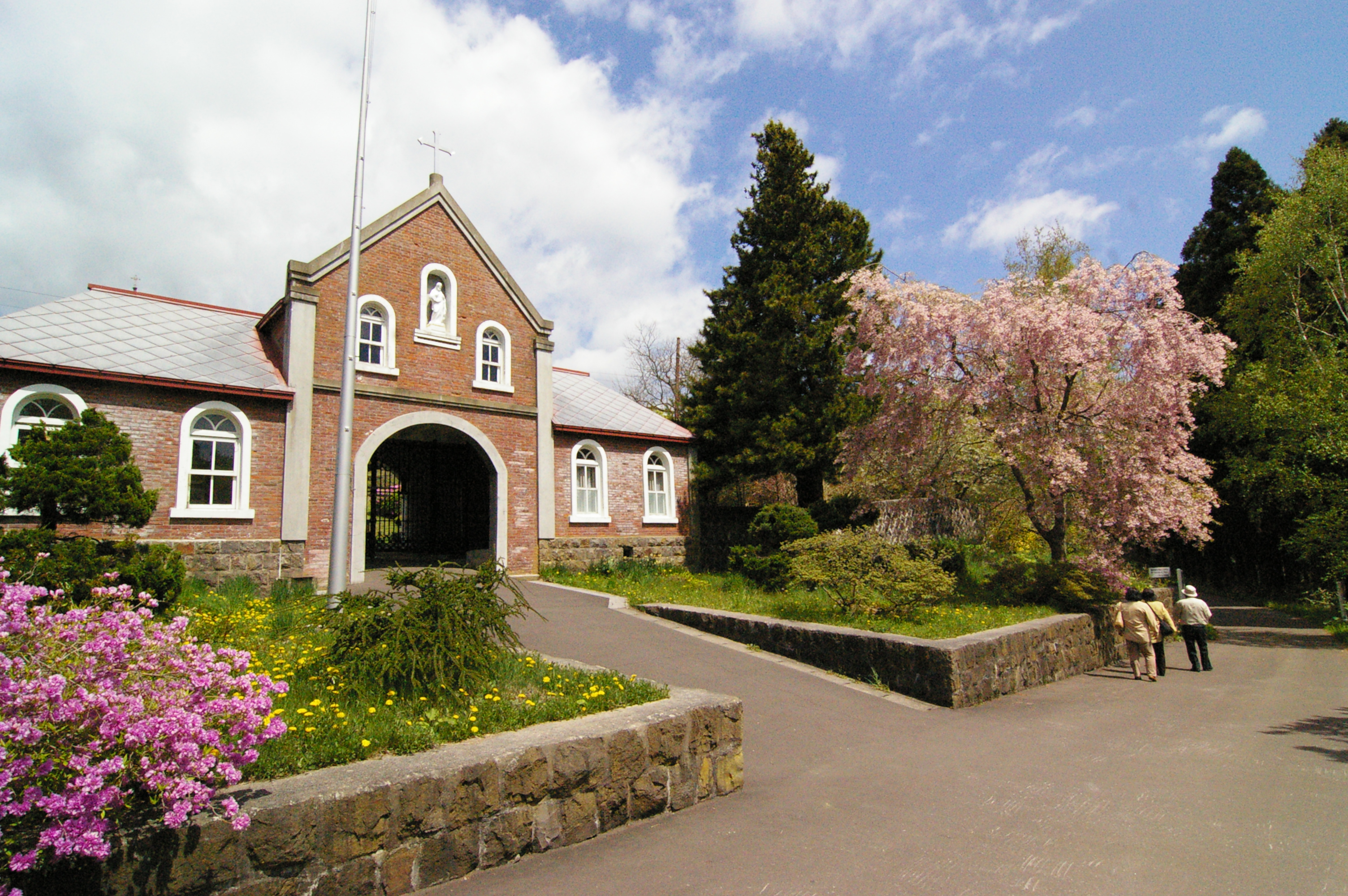
Le monastère de Tobetsu, fondé par Dom Lehodey.

En 1895, lors d'une retraite à l'abbaye de Melleray, il reçoit une grâce d'oraison sous la forme d'une rencontre mystique personnelle avec l'enfant Jésus, qui le conduit à entamer la rédaction des Voies de l'Oraison mentale, ouvrage publié en 1906. En 1900, Dom Wyart, abbé général de l'Ordre Trappiste lui demande de réaliser une nouvelle version du Directoire spirituel de l'ordre, ouvrage publié en 1910. Puis, dans la nuit du 21 au 22 mars 1910, une nouvelle grâce mystique le pousse à entamer la rédaction de son livre le plus connu, Le saint abandon, qui connaît quatre éditions et est diffusé à plus de 40 000 exemplaires à partir de 1919.
Dans l'intervalle, les lois d'expulsion des congrégations obligent l'ensemble de la communauté à se réfugier temporairement en Angleterre en 1902. En 1919, Dom Lehodey peut regagner l'abbaye de Bricquebec avec l'ensemble de la communauté grâce à l'assouplissement des lois anticongréganistes. Sa dernière tâche consiste à accompagner la fondation d'une communauté féminine désirant prier pour les prêtres, qui s'établit en 1969 au monastère de la Merci-Dieu. Sa démission de l'abbatiat est acceptée en juillet 1929, et il meurt le 6 mai 1948 à Bricquebec.

## Œuvre
- Les Voies de l’Oraison mentale, Paris, Gabalda, 1906 ; Lecoffre, 10e édition , 1934.
  - (en) The ways of mental prayer, Dublin, Gill, 1912, 1982.
  - (it) Le vie dell’orazione mentale, Turin, Marietti, 1932.
  - (nl) De wegen van het inwendig gebed, Westmalle, Abtei, 1934.
- Directoire spirituel à l’usage des cisterciens réformés ou de la Stricte Observance, Bricquebec 1910, 1931.
- Le saint abandon, Paris, Gabalda, 1919, Perpignan, Artège, 2014.
  - (es) El santo abandono, Barcelona, Casals, 1926.
  - (nl) De heilige overgave, Westmalle, Abtei, 1932.
  - (en) Holy abandonment, Dublin, Gill, 1934.
  - (it) Il santo abbandono, Florenz, Fiorentina, 1945.